# Petrophile heterophylla
Petrophile heterophylla är en tvåhjärtbladig växtart som beskrevs av John Lindley. Petrophile heterophylla ingår i släktet Petrophile och familjen Proteaceae. Inga underarter finns listade i Catalogue of Life.